# Charles Lahaye
Charles Lahaye était un pilote de rallye français, ayant disputé sa carrière avec la marque Renault.

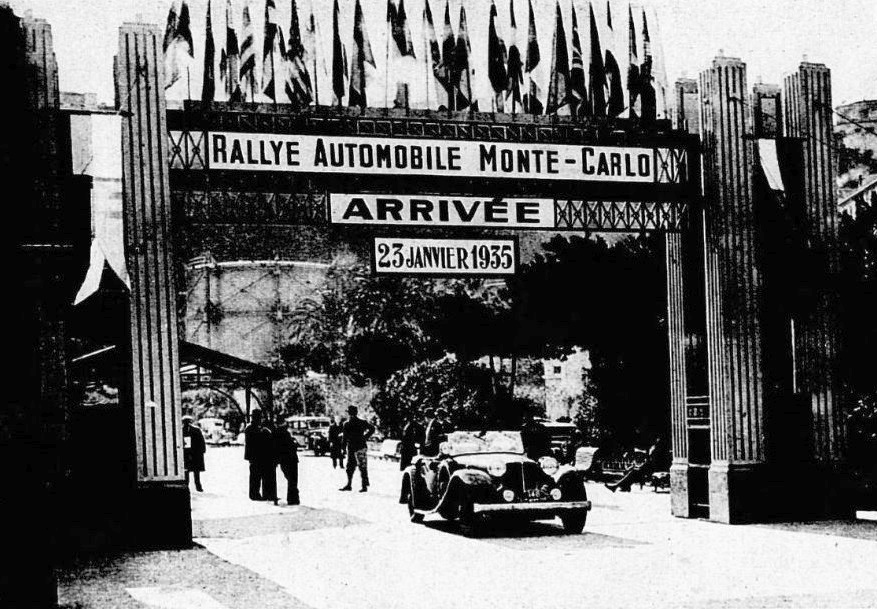
Rallye Monte-Carlo 1935, victoire de Charles Lahaye sur Renault Nervasport cabriolet 'Spéciale'.

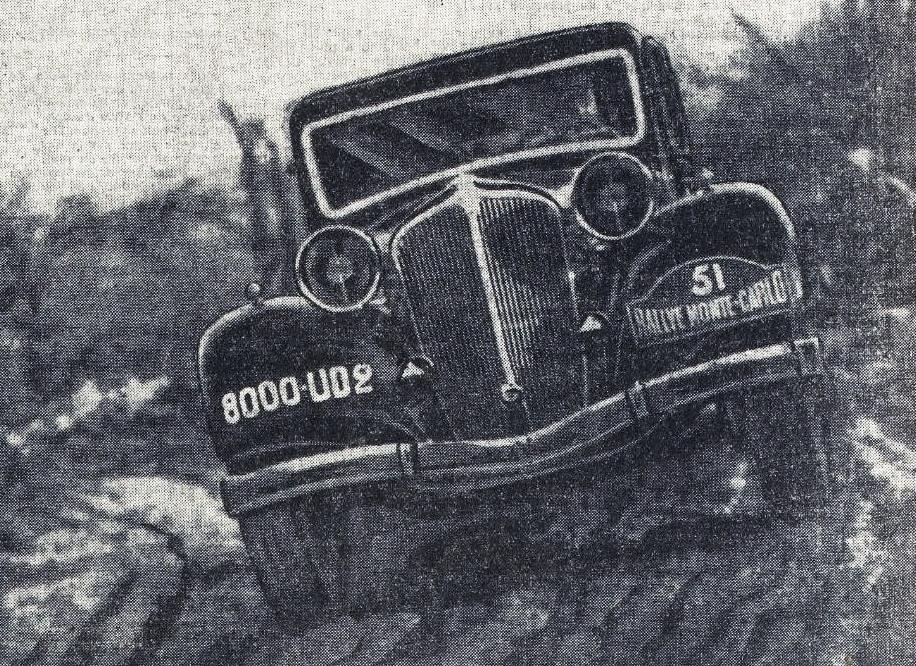
La Renault Nervasport CS de Lahaye et Quatresous sur le trajet.

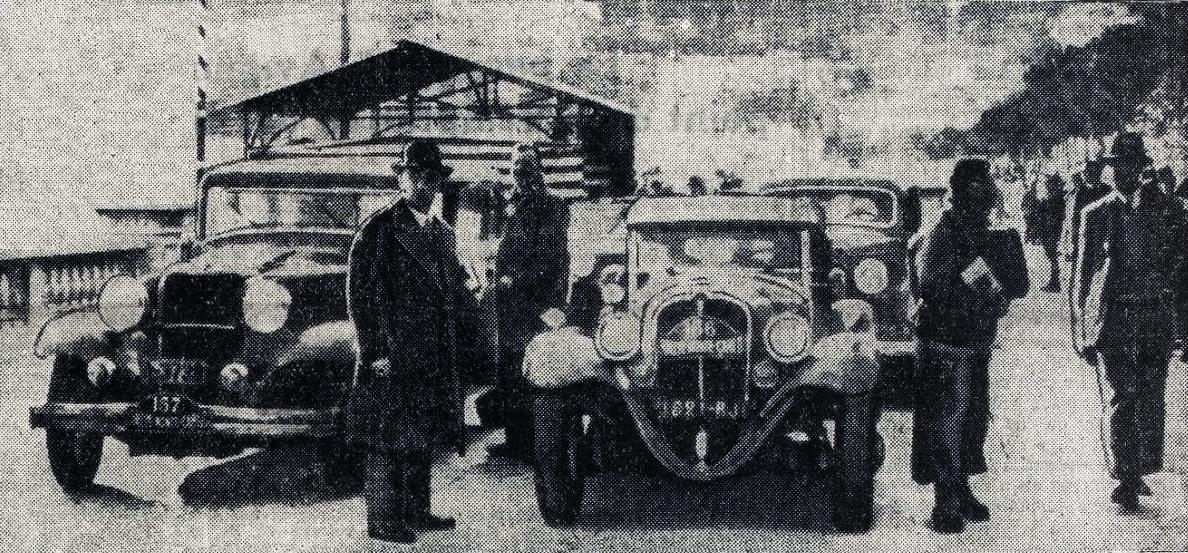
Rallye Monte Carlo 1935, arrivée des concurrents au quai Albert 1er.

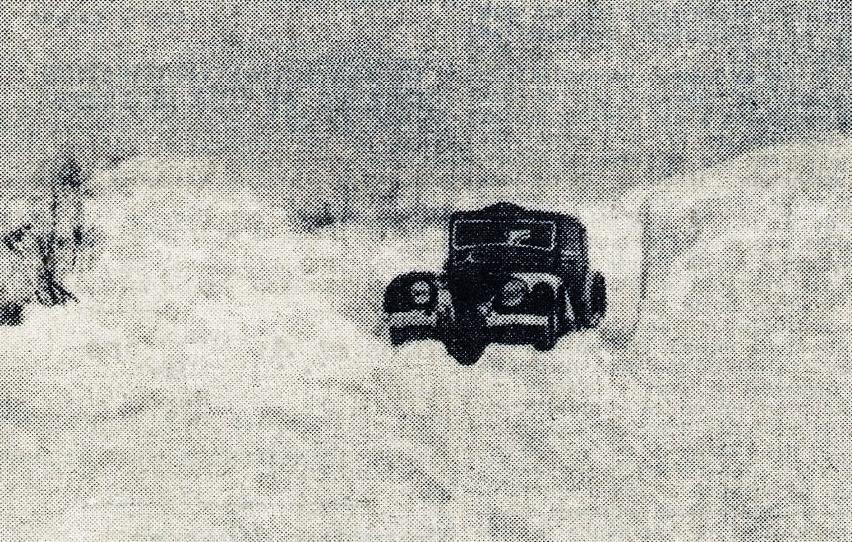
Lahaye et Quatresous sur Renault à Kristiansand (Norvège), au rallye Monte Carlo 1937.

En six participations consécutives au Rallye automobile Monte-Carlo de 1934 à 1939, il obtient trois podiums, la victoire, et il se classe cinq fois dans les dix premiers.

## Palmarès
- Rallye de Monte-Carlo: 1935 (coéquipier René Quatresous), sur Renault Nerva Grand Sport 5400 8 cylindres, cabriolet 'Spéciale'
- Liège-Rome-Liège (Le Marathon de la Route): 1934 (et 6 autres covainqueurs), et 1935 (coéquipier René Quatresous, sur Renault Nerva Grand Sport 5400 8 cylindres) (covainqueurs: Trasenter & Breyre, sur Bugatti 3000 8 cylindres)
  - 2e du rallye du Maroc 1935, sur Renault Viva Grand Sport (coéquipier René Quatresous)
  - 3e de la "Liège-Rome-Liège" 1933, sur Renault 4240 8 cylindres (coéquipier René Quatresous)
  - 3e du rallye Monte-Carlo 1936, sur Renault (coéquipier René Quatresous)
  - 3e du rallye Monte-Carlo 1938, sur Renault Primaquatre (coéquipier René Quatresous)

## Liens externes

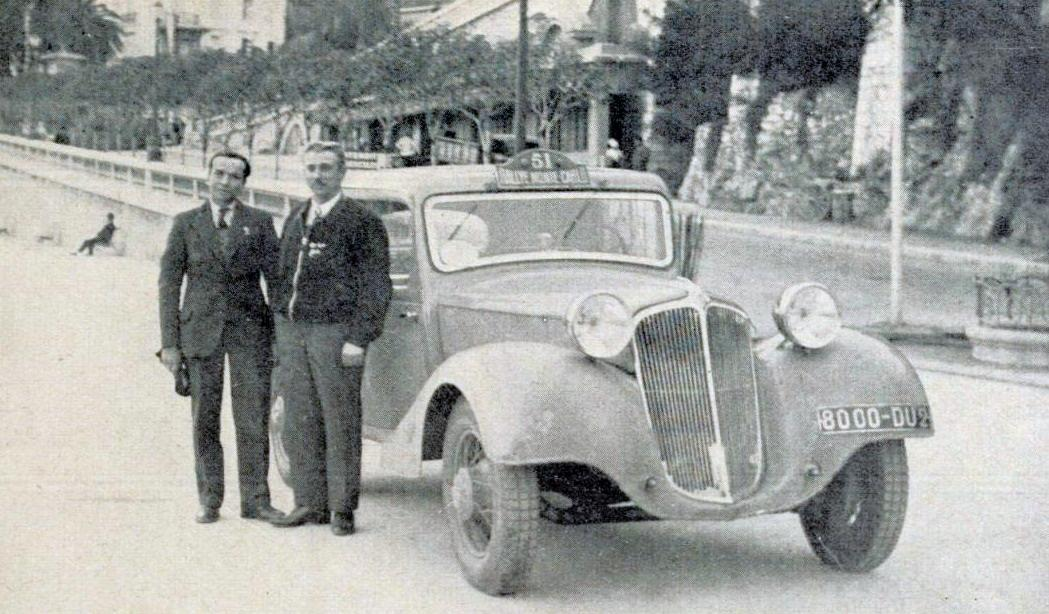
La Renault Nervasport CS de Charles Lahaye (D) et René Quatresous (G) victorieuse du rallye Monte-Carlo 1935.